# Robert C. Christopher

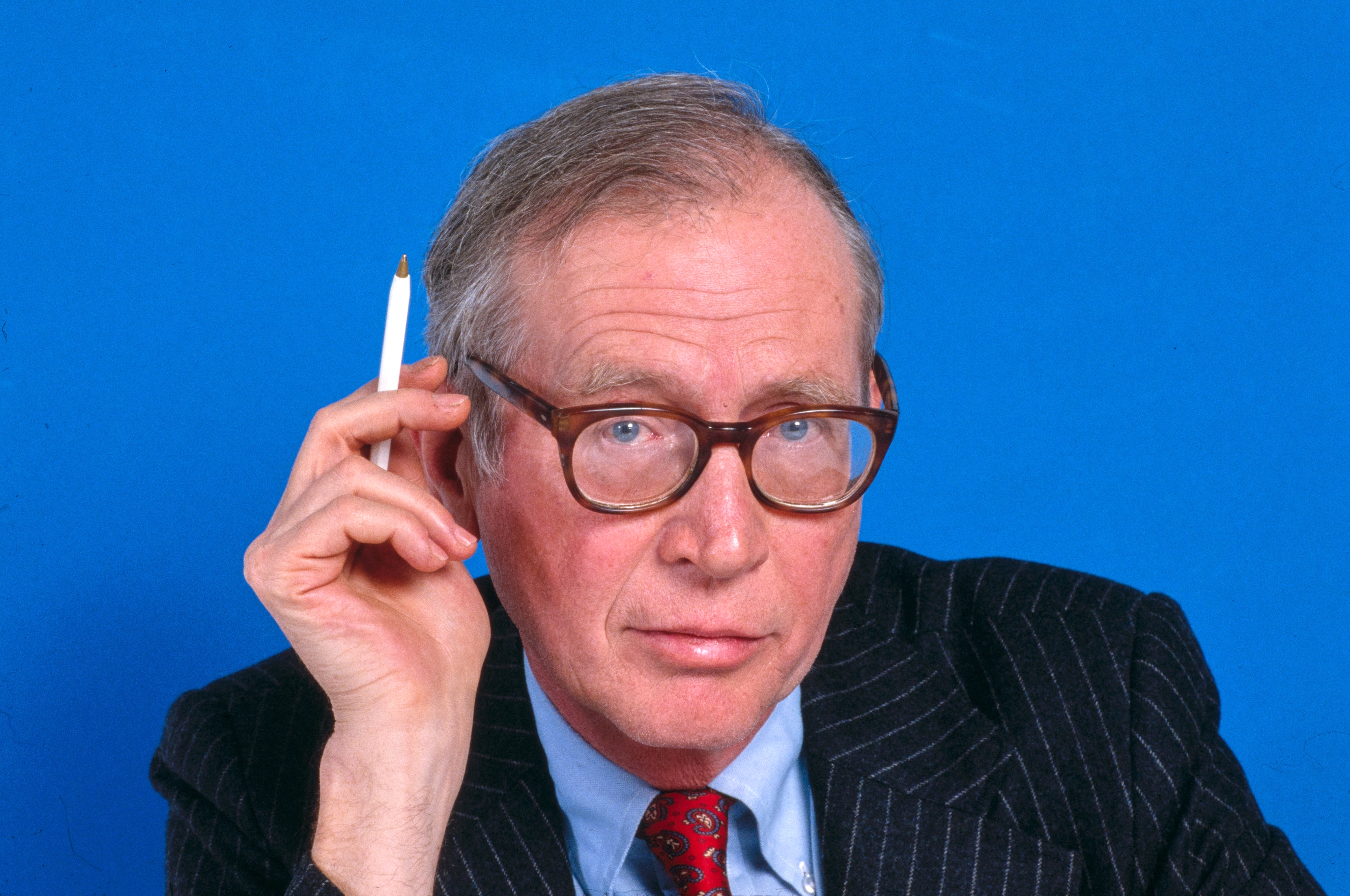
Robert C. Christopher

Robert C. Christopher (3 maart 1924 - 15 juni 1992) was journalist en redacteur van het blad Newsweek. Hij publiceerde in 1983 The Japanese mind : the Goliath explained. Hierin beschrijft hij de Japanse samenleving van voor en na de Tweede Wereldoorlog en probeert hij vanuit die context het Japanse economische succes uit de jaren 70 en begin jaren 80 te verklaren. Ook gaat hij dieper in hoe de samenleving werkt en probeert hij de Japanse - westerse - vooroordelen te weerleggen. Dit doet hij aan de hand van gesprekken en interviews die hij hield met zakenlieden en staatsmannen van Japanse en Amerikaanse zijde.

## Economie
Volgens Christopher is het Japanse economische succes te verklaren vanuit de traditionele samenleving; zo zijn Japanners, anders dan Amerikanen, meer gericht op hun gemeenschappelijke gevoel dan op het individualisme. Als voorbeeld noemt hij de Japanse manier van zaken doen. Mocht bijvoorbeeld een niet-Japans bedrijf een bepaalde overeenkomst voor elkaar krijgen bij een Japans bedrijf, dan zal dit voorstel eerst grondig worden bekeken samen met de andere leden van het bedrijf voordat men akkoord gaat. Vaak duren deze beslissingen erg lang en wekken dan ook enige irritaties op bij westerse zakenlieden.
Dit is niet alleen de werkwijze van Japanse bedrijven, maar ook van de Japanse overheid. Vanaf de regeringen onder Richard Nixon, Jimmy Carter en Ronald Reagan heeft dit geleid tot veel onbegrip. Zaken die Amerika aan Japanse zijde graag geregeld zag waren o.a het oplossen van het handelstekort, meer aandacht aan de binnenlandse situatie en een meer open markt voor buitenlandse producten, maar omdat Amerika destijds een ongeduldige houding aannam waren deze pogingen niet succesvol.
Het voordeel van dit gemeenschappelijke gevoel of collectivisme is dat men de eigen Japanse identiteit behoudt en tegelijkertijd tegen nieuwe radicale veranderingen kan. Zo kent men nog in Japan een diep respect voor ouderen, leraren en andere mensen met een hoge status. In zijn boek doet hij dan ook de voorspelling dat deze samenleving in 2050 nog steeds traditioneel kenmerken zal blijven vertonen ondanks de moderne welvaart/economie.